# Jean-Marie Imbert
Pas d'image ? Cliquez ici

a Compétitions nationales et continentales officielles uniquement.

b Matchs officiels uniquement.
Jean-Marie Imbert, né le 24 avril 1950 à Avignon (France), est un joueur de rugby à XIII dans les années 1970 et 1980.
Il effectue la majeure partie de sa carrière sportive à Avignon avant de la clore à Carpentras.
Fort de ses performances en club, il est sélectionné à quatorze reprises en équipe de France entre 1971 et 1978 disputant les Coupes du monde 1972 et 1977.

## Biographie
Il dispute les Coupes du monde 1972 et 1977.